# Plecia spilota
Plecia spilota är en tvåvingeart som beskrevs av Hardy 1968. Plecia spilota ingår i släktet Plecia och familjen hårmyggor. Inga underarter finns listade i Catalogue of Life.